# Tommy Younger
Pour les articles homonymes, voir Younger.
Tommy Younger, né le 10 avril 1930 à Édimbourg (Écosse), mort le 13 janvier 1984, était un footballeur écossais, qui évoluait au poste de gardien de but à Hibernian FC et en équipe d'Écosse. 

## Carrière
- 1948-1956 : Hibernian FC
- 1956-1959 : Liverpool
- 1959-1960 : Falkirk
- 1960-1961 : Stoke City
- 1961-1963 : Leeds United

## Palmarès

### En équipe nationale
- 24 sélections et 0 but avec l'équipe d'Écosse entre 1955 et 1958.

### Avec Hibernian
- Vainqueur du Championnat d'Écosse de football en 1951 et 1952.